# 1538
1538 (MDXXXVIII) var ett normalår som började en tisdag i den julianska kalendern.

## Händelser

### Mars
- 3 mars – Svante Sture d.y. gifter sig med Märta Eriksdotter Leijonhuvud.

### Augusti
- Augusti – Tysken Conrad von Pyhy blir Gustav Vasas kansler och chef för det kungliga kansliet.
- 6 augusti – Santa Fé de Bogotá grundas.[1]

### Okänt datum
- En brytning sker mellan Gustav och reformatorerna Olaus Petri och Laurentius Andreæ.
- Gustav Vasa försöker ansluta Sverige till det Schmalkaldiska förbundet (nordtyska lutherska furstar i opposition mot tysk-romerske kejsaren), men misslyckas.
- Den första upplagan av den klassiska latinsk-svenska ordboken Variarum rerum vocabula ges ut.

## Födda
- 2 oktober – Carlo Borromeo, italiensk kardinal och ärkebiskop av Milano, helgon (1610).
- 31 oktober – Cesare Baronius, italiensk katolsk kyrkohistoriker.
- 16 november – Toribio av Mongrovejo, spanskt helgon.
- 10 december – Giovanni Battista Guarini, italiensk skald.
- 13 december - Sigrid Sture, svensk häradshövding.

## Avlidna
- 12 februari – Albrecht Altdorfer, tysk målare.
- 30 juli – Hans Brask, före detta svensk biskop i Linköping, död i Polen.
- Aefgen Listincx, nederländsk baptist och profet.
- Germaine de Foix, aragonsk drottning och regent.
- Jelena Glinskaja, rysk storfurstinna och regent.

### Fotnoter
1. ↑  World Statesmen (läst 4 april 2011)